# André Daven
André Daven est un acteur, producteur et réalisateur français, né Lucien André Davenport le 13 mars 1899 à Marseille (Bouches-du-Rhône), mort le 17 novembre 1981 en son domicile dans le 8e arrondissement de Paris.

## Biographie
André Daven débute au cinéma comme acteur de sept films muets, dont six français. Le premier est L'Homme du large de Marcel L'Herbier (avec Charles Boyer et Jaque Catelain), sorti en 1920. Le troisième est La Femme de nulle part de Louis Delluc (1922, avec Ève Francis et Roger Karl). Le dernier est Monsieur Beaucaire de Sidney Olcott, film américain tourné lors d'un passage aux États-Unis, sorti en 1924, avec Rudolph Valentino et Bebe Daniels.
Puis il est superviseur à la réalisation des versions françaises d'un film allemand et de six coproductions franco-allemandes, la première sortie en 1931, les suivantes en 1932. Mentionnons Un homme sans nom de Gustav Ucicky et Roger Le Bon (1932, avec Fernandel et Firmin Gémier). En outre, il est coréalisateur des versions françaises du film allemand Un rêve blond (avec Lilian Harvey et Henri Garat) et du film franco-allemand Quick (avec Lilian Harvey et Jules Berry), également sortis en 1932.
Après une première expérience comme assistant de production sur Monte Cristo d'Henri Fescourt (1929, avec Jean Angelo dans le rôle-titre et Lil Dagover), André Daven devient en 1932 producteur, activité à laquelle il se consacrera exclusivement par la suite. À ce titre, on lui doit seize films, le dernier étant Cette nuit-là de Maurice Cazeneuve, avec Mylène Demongeot et Maurice Ronet, sorti en 1958. Cinq d'entre eux dans les années 1930 sont réalisés par Marc Allégret, dont Gribouille (1937, avec Raimu et Michèle Morgan) et Orage (1938, avec Charles Boyer et Michèle Morgan). Citons également Liliom, unique film français de Fritz Lang (1934, avec Charles Boyer et Madeleine Ozeray), ainsi que Les Grandes Manœuvres de René Clair (1955, avec Gérard Philipe et Michèle Morgan).
En outre, de retour aux États-Unis durant la Seconde Guerre mondiale, il produit quatre films américains, dont deux réalisations d'Henry Hathaway, Le Jockey de l'amour (1944, avec Walter Brennan et Charlotte Greenwood) et La Grande Dame et le Mauvais Garçon (1945, avec George Raft et Joan Bennett).
En 1927, André Daven épouse l'actrice Danièle Parola (1905-1998) qui joue dans deux films produits par lui, dont Aventure à Paris de Marc Allégret (1936, avec Lucien Baroux).
Notons encore qu'en 1925, alors directeur artistique du Théâtre des Champs-Élysées aux côtés de Rolf de Maré, il monte la Revue nègre, avec Joséphine Baker.

## Filmographie complète
(films français, sauf mention contraire ou complémentaire)

### Comme acteur
- 1920 : L'Homme du large de Marcel L'Herbier
- 1921 : Les Trois Lys d'Henri Desfontaines (court métrage)
- 1922 : La Femme de nulle part de Louis Delluc
- 1922 : Don Juan et Faust de Marcel L'Herbier
- 1923 : L'Affaire du courrier de Lyon de Léon Poirier : Audebert
- 1923 : Vent debout de René Leprince
- 1924 : Monsieur Beaucaire (titre original) de Sidney Olcott (film américain)

### Comme producteur
- 1929 : Monte Cristo d'Henri Fescourt (assistant de production)
- 1934 : Caravane (Caravan) d'Erik Charell (film franco-américano-autrichien, version française)
- 1934 : Liliom de Fritz Lang
- 1935 : Baccara d'Yves Mirande
- 1936 : Aventure à Paris de Marc Allégret
- 1936 : Sous les yeux d'Occident de Marc Allégret
- 1937 : Gribouille de Marc Allégret
- 1938 : Orage de Marc Allégret
- 1939 : Le Corsaire de Marc Allégret (film inachevé)
- 1943 : Tonight We Raid Calais de John Brahm (film américain)
- 1943 : Paris After Dark de Léonide Moguy (film américain)
- 1944 : Le Jockey de l'amour (Home in Indiana) d'Henry Hathaway (film américain)
- 1945 : La Grande Dame et le Mauvais Garçon (Nob Hill) d'Henry Hathaway (film américain)
- 1955 : Les Grandes Manœuvres de René Clair
- 1955 : Marianne de ma jeunesse de Julien Duvivier (film franco-allemand, version française)
- 1955 : Marianne de Julien Duvivier (film franco-allemand, version allemande de Marianne de ma jeunesse)
- 1957 : Porte des Lilas de René Clair
- 1958 : Cette nuit-là de Maurice Cazeneuve

### Comme réalisateur
(ou superviseur à la réalisation)
- 1931 : La Fille et le Garçon (Zwei Herzen und ein Schlag) de Wilhelm Thiele et Roger Le Bon (film franco-allemand ; superviseur à la réalisation de la version française)
- 1932 : Un rêve blond (Eine blonder Traum) de Paul Martin (film allemand ; coréalisateur de la version française)
- 1932 : Quick de Robert Siodmak (film franco-allemand ; coréalisateur de la version française)
- 1932 : Le Vainqueur ou Le Veinard (Der Sieger) d'Hans Hinrich et Paul Martin (film franco-allemand ; superviseur de la version française)
- 1932 : Un homme sans nom (Mensch ohne namen) de Gustav Ucicky et Roger Le Bon (film franco-allemand ; superviseur de la version française)
- 1932 : Vous serez ma femme (Der Frechdachs) de Carl Boese, Heinz Hille et Serge de Poligny (film franco-allemand ; superviseur de la version française)
- 1932 : Tumultes (Stürme der Leidenschaft) de Robert Siodmak (film franco-allemand ; superviseur de la version française)
- 1932 : Coup de feu à l'aube (Schuß in Morgengrauen) d'Alfred Zeisler et Serge de Poligny (film franco-allemand ; superviseur de la version française)
- 1932 : Stupéfiants (Der Weiße Dämon) de Kurt Gerron et Roger Le Bon (film allemand ; superviseur de la version française)

## Note et référence
1. ↑  La date et le lieu de naissance su IMDB sont fausses (16 mars 1900) si on considère l'acte de décès
2. ↑  Archives de Paris 8e, acte de décès no 329, année 1981 (page 12/18)